# Connelly Springs

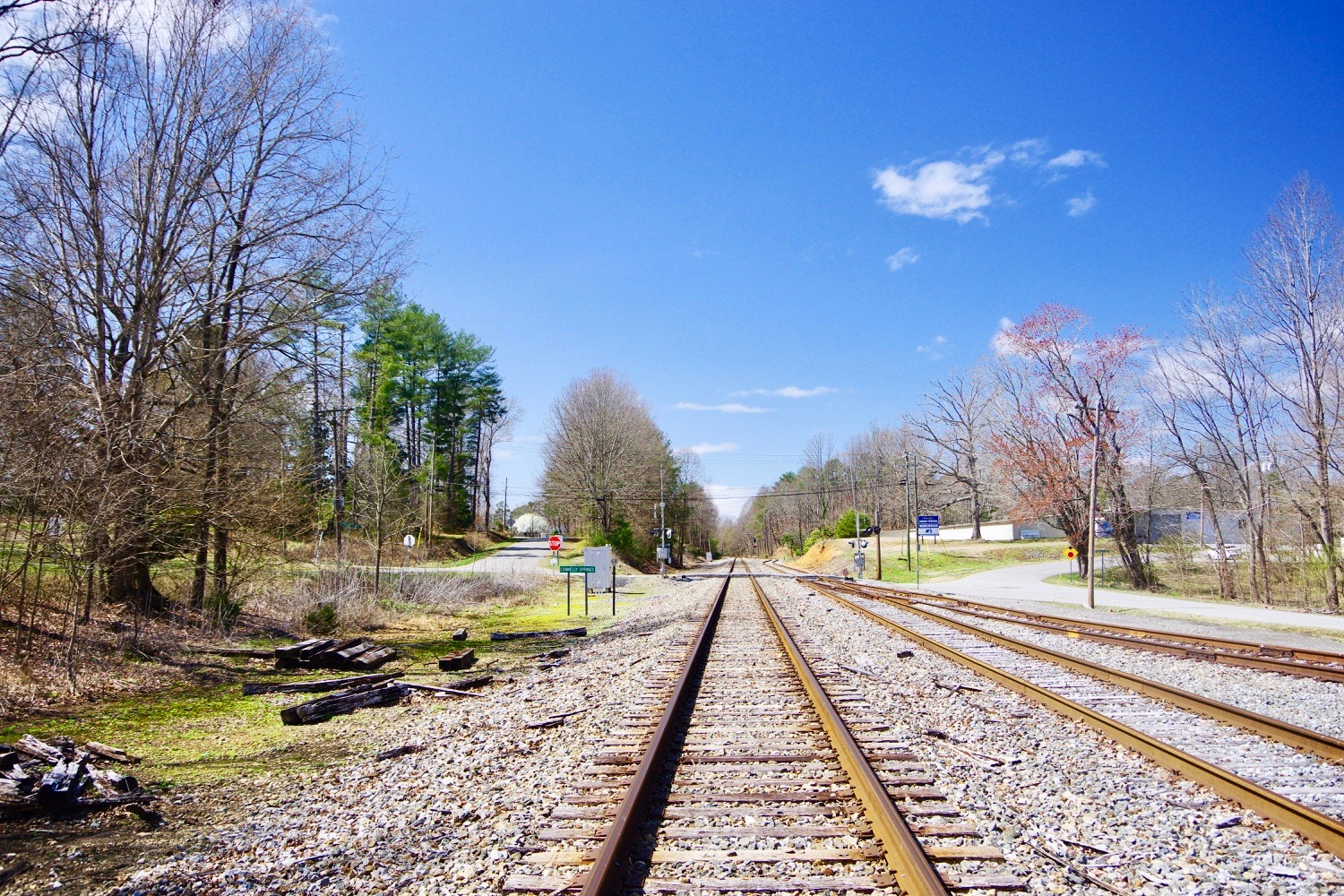
Vies de tren prop de Connelly Springs.

Connellys Springs és una població dels Estats Units a l'estat de Carolina del Nord. Segons el cens del 2000 tenia 1.814 habitants.

## Demografia
Segons el cens del 2000, Connellys Springs tenia 1.814 habitants, 695 habitatges i 508 famílies. La densitat de població era de 195,1 habitants per km².
Dels 695 habitatges en un 33,7% hi vivien nens de menys de 18 anys, en un 56,8% hi vivien parelles casades, en un 10,6% dones solteres, i en un 26,9% no eren unitats familiars. En el 22,9% dels habitatges hi vivien persones soles el 7,8% de les quals corresponia a persones de 65 anys o més que vivien soles. El nombre mitjà de persones vivint en cada habitatge era de 2,61 i el nombre mitjà de persones que vivien en cada família era de 3,06.
Per edats la població es repartia de la següent manera: un 28,9% tenia menys de 18 anys, un 6,6% entre 18 i 24, un 31,4% entre 25 i 44, un 22,5% de 45 a 60 i un 10,6% 65 anys o més.
L'edat mediana era de 35 anys. Per cada 100 dones de 18 o més anys hi havia 96,2 homes.
La renda mediana per habitatge era de 33.889 $ i la renda mediana per família de 39.500 $. Els homes tenien una renda mediana de 28.065 $ mentre que les dones 20.608 $. La renda per capita de la població era de 14.451 $. Entorn del 9,5% de les famílies i el 12,2% de la població estaven per davall del llindar de pobresa.

## Poblacions més properes
El següent diagrama mostra les poblacions més properes.